# Grande Mesquita de Meca
Grande Mesquita de Meca, também chamada de Mesquita Sagrada (em árabe: المسجد الحرام; romaniz.: Al-Masjid al-Ḥarām, AFI: [ʔælˈmæsdʒɪd ælħɑˈrɑːm]) ou Mesquita Alharam, é uma mesquita considerada o maior centro de peregrinação do mundo, localizada na cidade de Meca, na Arábia Saudita, é o lugar mais sagrado do Islamismo. Cerca de 1 bilhão de muçulmanos se voltam para ela cinco vezes ao dia para rezar, obedecendo aos preceitos do Alcorão.

## Características gerais
Possui atualmente cerca de 86,8 mil metros quadrados, a mesquita é, em sua grande parte, um gigantesco pátio a céu aberto. Ela tem a capacidade de abrigar cerca de 2 milhões de pessoas de uma única vez.
No centro do pátio fica a Caaba, onde está guardada a Pedra Negra, a relíquia mais sagrada do Islã, talvez um fragmento de meteorito que, segundo a tradição, seria um presente de Alá aos homens. Os peregrinos devem completar sete voltas em torno da Caaba, antes de finalmente beijá-la. Isso transforma o pátio num extraordinário enxame de homens caminhando em círculos, enquanto entoam canções em adoração a Alá.
Todos os anos, no mês sagrado do Haje (peregrinação), muçulmanos de 162 países se dirigem a Meca para cumprir outro mandamento do Alcorão: visitar a Grande Mesquita pelo menos uma vez na vida se tiver condições financeiras e de saúde para empreender a viagem.

## Histórico
A primeira Mesquita de Meca foi construída sob as ordens de Maomé, que os muçulmanos consideram o último profeta e o fundador do islamismo, a mesquita tinha apenas 2 mil metros quadrados e podia receber apenas alguns milhares de peregrinos. A partir de então, sucessivos alargamentos fizeram com que a mesquita crescesse ao ponto de se tornar o maior recinto religioso do planeta.
Uma curiosidade interessante é que segundo a tradição islâmica, no local onde está a Caaba havia, antes, um pequeno templo construído pelas mãos do próprio Adão, após sua queda do paraíso, para ser a morada de Alá na Terra.

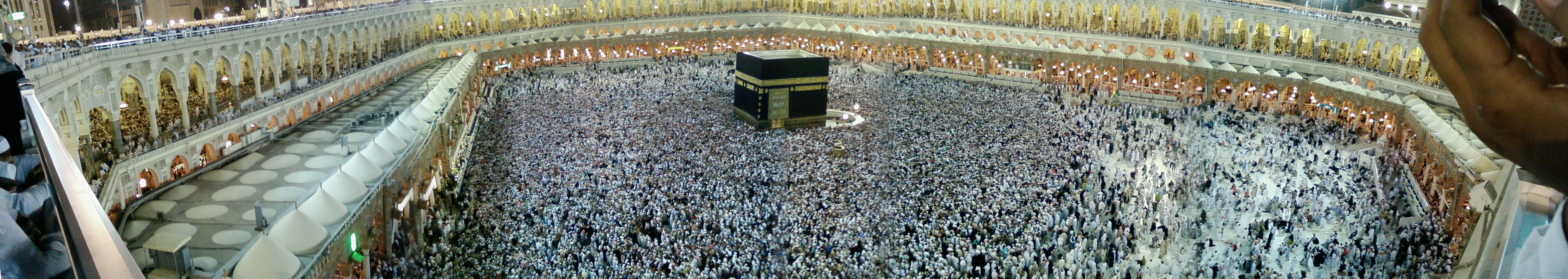
Panorama da mesquita durante o Haje de 2007